# Блефаропластика
Блефаропластика — операция по изменению формы век, разреза глаз (от др.-греч. βλέφαρον — веко).

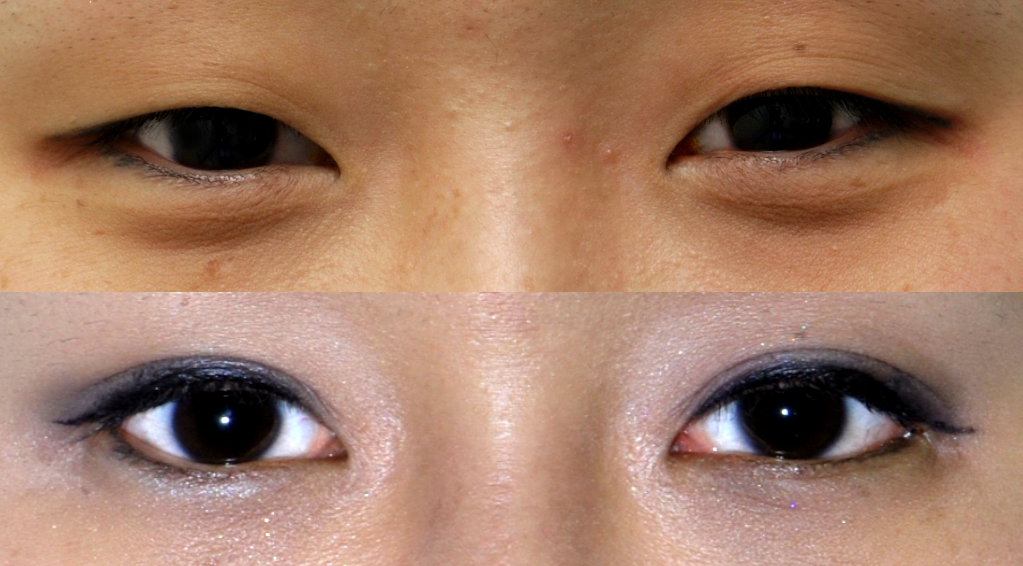
блефаропластика в Южной Корее

Данный вид оперативного вмешательства предполагает иссечение избытков кожного покрова и жировых образований.
Показаниями к проведению блефаропластики являются: нависание кожи верхних и нижних век, «жировые мешки» век, опущение нижних уголков глаз, разрез и форма глаз.
Излишки кожи и жира во время операции удаляются через разрезы в естественных складках глаз. Блефаропластика проводится в условиях стационара под общим обезболиванием. Продолжительность — от 2 до 3 часов. Период реабилитации не превышает 10—12 дней.

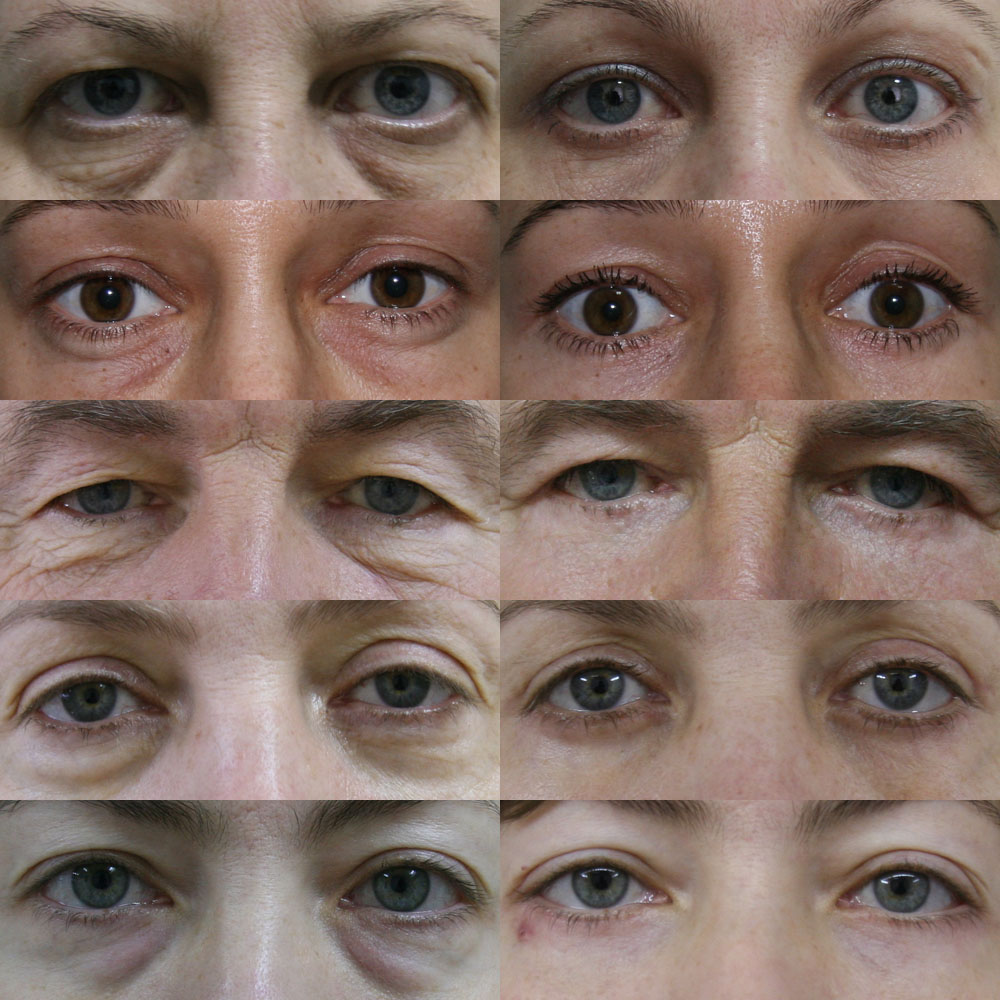
До и после блефаропластики

## Показания к пластике век
Основными показаниями к пластике век являются:
- «стареющее веко»;
- утомлённый взгляд («тяжёлые веки»);
- нависание кожи верхнего века;
- мешки под глазами;
- избыток кожи нижних век.

С помощью блефаропластики возможно решение следующих проблем:
- избавиться от избытков кожи и жировой клетчатки вокруг век;
- уменьшить признаки возрастных изменений;
- осуществить пластику мышц периорбитальной области;
- изменить разрез и форму глаз;
- устранить врождённые и приобретенные дефекты век.

Выделяют следующие виды блефаропластики:
- Блефаропластика верхних век устраняет нависание. Данный вид операции чаще всего выполняется через кожный разрез, расположенный по складке верхнего века. С помощью такого разреза устраняют избытки кожи. Чаще всего совместно с данной операцией проводят пластику мышц верхнего века и удаление избытков жировой ткани, хотя случается, когда достаточно удалить только «лишнюю» кожу.
- Блефаропластика нижних век помогает избавиться от мешков под глазами, отеков и грыж. Шов от операции проходит по ресничному краю века (транскутальная или субцилиарная блефаропластика). Также на нижнем веке может быть выполнена трансконъюнктивальная блефаропластика, когда разрез находится на внутренней стороне века. Данный вид операции возможен, если требуется только перераспределение или удаление жировой клетчатки вокруг глаз, без удаления кожных лоскутов. Эта разновидность блефаропластики актуальна для молодых пациентов.
- Круговая блефаропластика — одновременная пластика верхних и нижних век.
- Коррекция азиатского разреза глаз.
- Экзофтальм.
- Кантопексия.

Коррекция азиатского разреза глаз направлена на создание европеоидной складки и удаление эпикантуса.
Также рекомендуется при энтропионе век.
При проведении пластики верхних век пластический хирург или челюстно-лицевой хирургии делает разрезы в естественных складках, которые остаются незаметными. Через эти отверстия удаляются или перераспределяются избытки жировых грыж. Лоскуты кожи иссекаются.
Экзофтальм — патологическое выстояние глазного яблока из глазницы. Является симптомом патологических процессов, локализующихся в глазнице, и некоторых общих заболеваний (истинный экзофтальм.) Иногда экзофтальм возникает при односторонней резко выраженной близорукости, параличе наружных мышц глаза. Выстояние глазного яблока может наблюдаться у лиц с врождённой асимметрией костей лицевого скелета (так называемый ложный экзафтальм). Существует и естественная асимметрия выстояния глаз, однако у большинства людей разница не превышает 0,5 мм и практически незаметна; крайне редко она достигает 1,5—2 мм.